# (6962) Summerscience
(6962) Summerscience (1990 OT) – planetoida z pasa głównego asteroid okrążająca Słońce w ciągu 3,46 lat w średniej odległości 2,29 j.a. Odkryta 22 lipca 1990 roku.